# 永田大輔
永田 大輔（ながた だいすけ、1975年3月21日 - ）は、日本のプロデューサー。

## 来歴・人物
1975年、東京都新宿区に生まれる。市川市立八幡小学校、青山学院中等部を経て、渡米しカリフォルニア州デービス市の公立高校Davis High Schoolを卒業した。帰国後、青山学院大学文学部教育学科心理学専攻卒業、慶應義塾大学大学院政策・メディア研究科修士課程修了。修士（政策・メディア）。
株式会社DISTANT DRUMS（ディスタント ドラムス）代表取締役として、マーケティング、プロモーション、コンテンツ、メディア、クリエイティブなど幅広い専門領域とネットワークで、経営からクリエイティブまで広範な範囲をワンストップで課題解決する統合プロデューサーとして活動している。
過去成功した企業やプロジェクトのドキュメントを扱う書籍や映像などで、その成功の過程において重要な役割を果たしている立役者として名前が出ることが多い。

## 経歴
1995年 青山学院の同級生であったZホールディングス、ヤフーの代表取締役社長である川邊健太郎らと大学在学中に電脳隊やピー・アイ・エムを創業し、創業メンバーとしてマーケティングや広報などを担当。両社はヤフーによるM&Aに伴い、2000年にヤフーへ統合された。
2000年、電通に入社。マーケティング、プロモーション、コンテンツ、メディアなどの幅広い領域で、多くのプロデュースを行う。
2010年、マーケティング、プロモーション、コンテンツ、メディア、クリエイティブなど幅広い専門領域をワンストップで課題解決するプロデューサーズカンパニーとして株式会社DISTANT DRUMSを創業し、代表取締役に就任。
2013年 放送作家の高須光聖と共に、コンテンツ企画会社として株式会社シンクアンドエコーズを創業し、共同代表に就任。
2017年 日本テレビプロデューサーの土屋敏男やライゾマティクスの齋藤精一とともに、非営利のコンテンツプロジェクトを推進する一般社団法人1964 TOKYO VRを設立し、理事に就任。
2022年 パーソルキャリアのCBO（Chief Branding Officer / 最高ブランディング責任者）に就任。
2024年 電脳交通の取締役 兼 マーケティング本部長に就任。